# حسني رضوان
حسني رضوان (21 آب 1955-) هو فنان فلسطيني، ولد في مدينة بغداد لعائلة هاجرت إلى العراق إثر نكبة 1948. حاصل على درجة البكالوريوس في الفنون الجميلة من جامعة بغداد عام 1978، والدبلوم في التصميم الجرافيكي في بودابست عام 1980. غادر بغداد عام 1979 والتحق بالمقاومة الفلسطينية في لبنان، وعمل بالصحافة والتصميم الجرافيكي، فصمم العديد من الملصقات الخاصة بالثورة الفلسطينية، كما عمل في مجلة فلسطين الثورة، عاد لفلسطين لأول مرة بعد اتفاق أوسلو عام 1994 وعمل مستشاراً في وزارة الثقافة الفلسطينية إلى أن تقاعد في العام 2018.
هاجر رضوان إلى هولندا منذ العام 2019 وما زال يقيم هناك.

## أسلوبه الفني
له عدة أساليب فنية منها الواقعية والتعبيرية والتجريدية، وتناولت في غالبها الموضوع الإنساني، وسعى دائماً إلى تصوير العالم الخارجي بكل فضاءاته وحالاته وأوضاعه المختلفة باستخدام تقنيات تتجاوز الألوان والمواد المختلفة، وهذا ما دفعه لعدم تسمية أغلب أعماله التي بقيت دون عنوان.
ويتسخدم الألوان الممزوجة بالفحم الأسود في محاولة للكشف عن التناقضات بين الليل والنهار، الماضي والحاضر، القهر والحرية، وفقدان بعض جوانب الحياة بسبب وجود الإحتلال. نفَذ أعماله على القماش والورق مستخدماً الأحبار والألوان المائية خلال الأعوام 1980 - 1994.
وبعد عودته لفلسطين عام 1994 شارك في رسم أغلفة عدة كتب وقصص للأطفال واستخدم في أعماله الخشب والصباغة والتراب والجلد والطين والرمل.

## جدارية الكل الفلسطيني
رسم حسني رضوان جدارية في متحف ياسر عرفات عام 2016 فيها صور لستة وخمسون شخصية لعبت دوراً مهماً في تاريخ فلسطين المعاصر خلال المئة عام، وتوسط الشخصيات القائد ياسر عرفات. تدرجت الألوان فيها من الغامق والتي تعبر عن شخصيات عاشت قبل نكبة 1948 للون الفاتح والتي عبرت عن الشخصيات المعاصرة. جاءت الفكرة مثل لوحة المسيح في العشاء الأخير للرسام ليوناردو دافنشي.
ومن الشخصيات التي كانت بالجدارية: الشاعر محمود درويش، محمود عباس، أحمد ياسين، فاطمة برناوي، صلاح خلف، جورج حبش، ليلى خالد، إدوارد سعيد، غسان كنفاني، نبيهة ناصر، خليل السكاكيني وغيرهم الكثير.

## المعارض الفردية والجماعية
شارك حسني رضوان في عدة معارض منها:
- بينالي القاهرة عام 1984.
- معرض الفن العربي الحديث، تونس عام 1985.
- معرض مفتاح فلسطين للثقافة والسلام، إيطاليا عام 1997.
- معرض الفن الفلسطيني في الأمم المتحدة، نيويورك عام 2000.
- معرض الكويت عام 2001.
- معرض الكتاب الدولي في الدار البيضاء عام 2014.
- معرض خارج المكان عام 2018.
- .معرض القدس "مدينة التناقضات"، معرض رقمي عام 2022.
- شارك في عدة بيناليات في طوكيو، وسويسرا والشارقة وقطر والعراق.